# La vulturul de mare cu peștele în ghiare
La vulturul de mare cu peștele în ghiare este primul material discografic al formației Direcția 5. Albumul a fost înregistrat la studioul lui Adrian Ordean – Migas Real Compact, în timp ce presarea discului a fost efectuată de către Electrecord. Piesele au fost compuse între lunile august și noiembrie 1991. Acesta este singurul material al formației cu Dragoș Bădoi, vocalistul fiind înlocuit de Tony Șeicărescu în scurtă vreme. Dragoș Bădoi a colaborat ulterior cu Phoenix, unde a suplinit absența lui Mircea Baniciu. La două dintre melodii – „Castelul” și „Max. 80 km/h” – își aduce aportul solista Laura Stoica, câștigătoare a Marelui premiu la Festivalul Mamaia 1990, declarată cea mai bună voce pop feminină a anului 1991 în România.

## Lista pieselor
1. La vulturul de mare cu peștele în ghiare
2. Castelul
3. Arabia
4. Don't Go
5. Max. 80 km/h
6. Anul 2000
7. Voi pluti
8. Cowboy
9. Vaporașul

Muzică: Marian Ionescu, Dragoș Bădoi (1-9)

Versuri: Dragoș Bădoi, Răzvan Mirică (1-8)

## Componența formației
- Marian Ionescu – lider, chitară bas, pian
- Dragoș Bădoi – solist vocal
- Răzvan Mirică – chitară solo, voce
- Vlaicu Giurgea – chitară
- Cătălin Onoiu – claviaturi
- Florin Ionescu – tobe, voce

Colaboratori:
- Laura Stoica – voce (2, 5)
- Adrian Ordean – chitară
- Vlady Cnejevici – claviaturi